# Diocese de Gubbio
A Diocese de Gubbio (em latim: Dioecesis Eugubina) é uma diocese da Igreja Católica da Itália dependente da Arquidiocese de Perugia-Città della Pieve e integrante da região eclesiástica da Úmbria. Sua história é longa uma vez que já existia com certeza talvez desde o século IV. A diocese compreende apenas a comuna de Gubbio e possui 39 paróquias. A população de católicos é de 98,3%.

## Lista de bispos de Gubbio
- Decenzio - 416
- Gaudioso - 590
- Fiorentino - 769
- Erfone - 847
- Domenico - 861
- Leuderico - 900
- Pietro - 921
- Giovanni I - 968
- B. Lodolfo Giuliano - 100?
- Tebaldo - 1032
- Guido - 1057
- Pietro - 1060
- S.Rodolfo Gabrielli - 1064
- Ubaldo I - 1065
- Mainardo - 1070
- Ugo - 1075
- Domenico - 1076
- Rústico - 1097
- Giovanni da Lodi - 1105
- Giovanni III - 1106
- Stefano - 1126
- Ubaldo de Gubbio (Ubaldo II) - 1129 - 1160
- Teobaldo - 1160
- Bonatto - 1163 - 1164
- Gualfredo - 1197
- Offredo - 1184
- Bentivoglio1185 - 1194
- Marco - 1195 - 1200
- Alberto - 1200 - 1205
- Beato Villano - 1206 - 1238
- Giacomo1240 - 1276
- Benvenuto1278 - 1276
- Ventura - 1295 - 1302
- Francesco - 1302 - 1326
- Pietro Gabrielli - 1326 - 1345
- Vesiano1346 - 1350
- Giovanni IV - 1350 - 1370
- Giovanni V  - 1370 - 1377
- Gabriele Gabrielli - 1377 - 1383
- Lorenzo - 1384 - 1390
- Bertrando - 1390 - 1400
- Matteo - 1401 - 1405
- Francesco - 1406 - 1443
- Antonio Severi - 1444 - 1472
- Leonardo Grifo - 1472 - 1482
- Girolamo Basso della Rovere - 1482 - 1492
- Francesco della Rovere - 1492 - 1504
- Antonio Ferreri - 1504 - 1508
- Federico Fregoso - 1508 - 1541
- Pietro Bembo - 1541 - 1544
- cardeal Marcello Cervini - 1544 - 1555 (= Papa Marcelo II 1555)
- cardeal Giacomo Savelli - 1555 - 1561
- Mariano Savelli - 1561 - 1599
- Andrea Sorbolonghi - 1600 - 1616
- Alessandro Del Monte - 1616 - 1628
- Pietro Carpegna - 1628 - 1630
- Ulderico Carpegna - 1630 - 1639 (depois bispo de Todi)
- Grazio Monaldi - 1639 - 1643
- Alessandro Sperelli - 1644 - 1672
- Carlo Vincenzo Toti - 1672 - 1690
- Sebastiano Pompilio Bonaventura - 1690 - 1706
- Fabio Manciforte - 1707 - 1725
- Sostegno Maria Cavalli - 1725 - 1747
- Giacomo Cingari - 1747 - 1768
- Paolo Orefici - 1768 - 1785
- Ottavio Angelelli - 1785 - 1808
- Mario Ancaiani - 1814 - 1821
- Vincenzo Massi - 1821 - 1841
- Guiseppe Pecci - 1841 - 1855
- Innocenzo Sannibale - 1855 - 1891
- Luigi Lazzareschi - 1891 - 1896
- Macario Sorini - 1896 - 1900
- Angelo Maria Dolci - 1900 - 1906
- Giovanni Nasalli Rocca di Corneliano - 1906 - 1916
- Carlo Taccetti - 1917 - 1920
- Pio Leonardo Navarra (O.F.M.Conv.) - 1921 - 1932
- Beniamino Ubaldi - 1932 - 1965
- Cesare Pagani - 1972 - 1981 (depois arcebispo de Perugia)
- Ennio Antonelli - 1982 - 1988
- Pietro Bottaccioli - 1989 - 2004
- Mario Ceccobelli - 2005-2017
- Luciano Paolucci Bedini - desde 2017